# 中村友彦 (翻訳家)
中村 友彦（なかむら ともひこ、1983年 - ）は、日本の翻訳家、著作家、KARIS翻訳サービスの代表。

## 人物
英検1級と国連英検A級を取得しており、2019年現在、翻訳者ネットワーク「アメリア」の会員である。
高IQ団体のHELLIQ Society、ISI-Society、Global Genius Generation Group (4G)、METIQの会員。
日本将棋連盟公認アマチュア三段。日本スピリチュアルケア学会認定スピリチュアルケア師。

## 来歴
出典
- 1998年9月13日 - 「JYYA ジャパン・ヨーヨー・コンテスト 1998」において、シニア部門準優勝[11]。
- 2006年4月～2010年7月 - 造船システム会社でシステムエンジニア兼翻訳を担当。
- 2010年8月～2011年9月 - ウォーリック大学院に留学し、国際関係学修士を取得。
- 2012年2月～2014年2月 - 外務省在外公館専門調査員として活動。
- 2014年3月～2017年6月 - フラー神学大学院に留学し、神学修士を取得。
- 2017年 - 4月22日から23日にロサンゼルスで開催された「第22回全米将棋選手権大会」B級クラスで優勝[12]。
- 2017年8月～2018年5月 - 米国の病院において、チャプレンとして勤務。患者とその家族にスピリチュアルケアを施した。
- 2019年2月 - 「KARIS翻訳サービス」を起業。

## 翻訳

### 英訳
- 『SARAH: ―BELOVED DAUGHTER OF JESUS CHRIST―』（2019年10月25日）[13]

## 著書

### 和書
出典
- 『資格取得のプロが伝授するセルフコーチング: 資格試験対策の新常識! 圧倒的に効率的な勉強法!』（2018年12月29日）
- 『英語力アップ厳選トレーニング20選: 自分に合った英語学習法を見つけたい人におすすめ! 翻訳のプロが伝授するシリーズ』（2018年12月31日）
- 『孫悟空vsイエス・キリスト: その驚愕の関係とは!?』（2019年1月4日）
- 『20代で逆境を越える100の言葉: 人生を変える叡智と勇気が湧き上がる!「もうダメだ」「どうせ無理」と思っているキミへ』（2019年1月17日）
- 『3ヶ月で突破 TOEIC(R) L&Rテスト900点! 5つの戦略 翻訳のプロが伝授するシリーズ』（2019年3月3日）
- 『水泳で喘息が治った！: 喘息に苦しむすべての大人へ もう薬に頼る必要はない！ 』（2019年3月13日）
- 『HELLIQ、METIQ、ISPEに所属する 天才の7つの習慣: 今からでも知能が高まる「習慣化の法則」』（2019年4月9日）
- 『アサーティブな思考と行動: 心が軽くなる!「自己表現」の方法』（2019年7月3日）
- 『精神障害者へのスピリチュアルケア: キリスト教とイスラム教から学ぶ3つのアプローチ』（2019年8月29日）
- 『後悔しない7つの習慣: あなたの人生は今日から変わる!』（2019年11月8日）
- 『7つの貧困: 本当の貧困とは!?その全貌を徹底解説』（2020年1月24日）
- 『逆視点: 自己認識力を高めて人間関係を劇的改善!』（2020年2月19日）
- 『道をひらく英語の名言50: 賢人の言葉の数々が人生に革命を起こす! 翻訳のプロが伝授するシリーズ』（2020年5月18日）
- 『続・道をひらく英語の名言50: 知恵と勇気の言葉があなたの人生を創る! 翻訳のプロが伝授するシリーズ』（2020年7月22日）

### 洋書
出典
- 『Street Children in the Philippines: Poverty and Development』（2019年12月29日）
- 『100 Messages to Overcome Adversity: Welling Up Wisdom and Courage To Change Your Life』（2020年2月3日）